# 政务院华北行政委员会
政务院华北行政委员会即“中华人民共和国中央人民政府政务院华北行政委员会”，是根据1949年9月27日中国人民政治协商会议第一届全体会议通过的《中华人民共和国中央人民政府组织法》第二十二条的规定，于1952年4月18日设置的一个部门。

## 历史
1952年4月18日，中央人民政府委员会第十四次会议决定，设立政务院华北行政委员会。1952年11月15日，中央人民政府委员会第十九次会议通过《关于改变大行政区人民政府(军政委员会)机构与任务的决定》，决定设立大区行政委员会，作为中央人民政府的派出机构。此后政务院华北行政委员会同大行政区人民政府(军政委员会)一同撤销，均改为大区行政委员会。1953年1月14日中央人民政府委员会第二十一次会议将政务院华北行政委员会组成人员同东北人民政府组成人员等一道免职。

## 组成人员
以下主任、副主任、委员均为1953年1月14日中央人民政府委员会第二十一次会议免职。
- 主任：刘澜涛
- 副主任：刘秀峰、张苏
- 委员（23人）：王从吾、平杰三、吴砚农、李哲人、李顺达、李德全、周叔弢、乌兰夫、张南生、张磐石、彭真、舒舍予、黄敬、杨成武、杨秀峰、董其武、董鲁安、潘长有、邓初民、赖若愚、薄一波、韩哲一、聂荣臻